# Schwarzbandbarbe
Die Schwarzbandbarbe (Striuntius lateristriga) ist ein Süßwasserfisch aus der Familie der Karpfenfische (Cyprinidae). Ihr Verbreitungsgebiet reicht von der Malaiischen Halbinsel über Singapur bis zu den Großen und Kleinen Sunda-Inseln. Das Art-Epitheton lateristriga kommt aus dem lateinischen und bedeutet „Seitenstreifen“ („lateraliter“ = seitlich, „striga“ = Strich, Streifen).

## Merkmale
Die Schwarzbandbarbe wird 18 Zentimeter lang. Ihr Körper ist gattungstypisch für Barbodes-Arten. Mit zunehmendem Alter werden die Tiere immer hochrückiger. Farblich sind die Schwarzbandbarben aufgrund des großen Verbreitungsgebietes sehr variabel. Jüngere Fische sind in der Regel farbenprächtiger. Die Grundfarbe ist gelblich bis hellbraun. Der Rücken ist grünlichbraun bis grünlich orange, die Seiten goldgelb, rötlich oder bläulich schimmernd, der Bauch ist orange bis silbrig. Hinter dem Kopf und unter der Rückenflosse befindet sich je eine blauschwarze breite Querbinde, die aber die Körperunterseite nicht mehr erreicht. Ein oft zickzackförmiges Längsband, das sich bis auf die mittleren Flossenstrahlen der Schwanzflosse erstreckt, zeigt sich auf der hinteren Körperhälfte. Oberhalb des Afterflossenbeginns liegt ein schwarzer Fleck. Die Flossen sind rötlich und besitzen einen hellen Rand. Die Fische besitzen zwei Bartelpaare. Männchen sind intensiver gefärbt und bekommen im Alter einen massigen Kopf.
- Flossenformel: Dorsale: 4/8; Anale: 3/5; Pectorale: 1/14–15; Ventrale: 1/8.
- Schuppenformel: mLR 23.

## Lebensweise
Die Schwarzbandbarbe kommt vor allem in klaren, durch Steine und Felsen gegliederten Bergbächen vor, oft auch unterhalb von Stromschnellen oder Wasserfällen. Sie ernährt sich von Würmern, kleinen Krebstieren, Insekten und deren Larven und pflanzlichem Material. Laichende Weibchen legen bis zu 1000 farblose bis hellgelbe Eier in einzelnen Schüben von etwa 50 Eiern. Die Fischlarven schlüpfen nach etwa 30 Stunden und schwimmen nach 5 bis 6 Tagen frei.

## Systematik
Die Schwarzbandbarbe wurde 1842 durch den französischen Zoologen Achille Valenciennes unter der Bezeichnung Barbus lateristriga erstmals wissenschaftlich beschrieben. Später wurde sie den Gattungen Barbodes oder Puntius zugeordnet. Die Schwarzbandbarbe ist jedoch nicht sehr nah mit den Arten dieser Gattungen verwandt, sondern die Schwesterart der Bartellosen Linienbarbe (Striuntius lineatus) und wurde im August 2020 deshalb in die Gattung Striuntius gestellt, die vorher monotypisch war.